# Алемдар Мустафа-паша
Мустафа-паша Байрактар («Знаменосец»), или Алемдар Мустафа-паша (1755—1808) — турецкий государственный и политический деятель, османский великий визирь в 1808 году.

## Биография
По происхождению — богатый помещик, был одним из аянов города Рущук. После начала русско-турецкой войны 1806—1812 годов, стал вали вилайета Силистра и командующим войсками Дунайского фронта. В 1807 году, после янычарского бунта в Стамбуле и низложения султана Селима III возглавил тайный политический кружок «Рущукские друзья», в который входили сторонники Селима III, стремившиеся путём реформ предотвратить распад Османской империи. В июле 1808 года, войдя со своими войсками в Стамбул, заставил нового султана Мустафу IV назначить его генералиссимусом. Однако султану, которого Байрактар хотел вынудить отречься от власти, удалось убить Селима III, за что он был арестован соратниками Байрактара. 28 июля 1808 года по инициативе Байрактара султаном был провозглашён Махмуд II, а сам Байрактар стал при нём визирем. На посту визиря Байрактар провозгласил и пытался проводить в жизнь некоторые реформы, в том числе создание нового войска по европейскому образцу, но уже в ноябре 1808 года при восстании янычар был убит (сгорел в своём подожжённом дворце).